# Вајтфејс (Тексас)
Вајтфејс (енгл. Whiteface) град је у америчкој савезној држави Тексас. По попису становништва из 2010. у њему је живело 449 становника.

## Демографија
Према попису становништва из 2010. у граду је живело 449 становника, што је 16 (3,4%) становника мање него 2000. године.
| Група             | 2000.       | 2010.       |
| Белци             | 236 (50,8%) | 207 (46,1%) |
| Афроамериканци    | 13 (2,8%)   | 20 (4,5%)   |
| Азијати           | 0 (0,0%)    | 0 (0,0%)    |
| Хиспаноамериканци | 210 (45,2%) | 221 (49,2%) |
| Укупно            | 465         | 449         |